# Graaff-Reinet
Graaff-Reinet är en stad i östra delen av Östra Kapprovinsen i Sydafrika, vid floden Sundays, 220 km nordnordväst om Port Elizabeth. Staden är centrum för Dr Beyers Naudé Local Municipality och ligger i ett stort jordbruksområde med odling av grönsaker, frukt och blommor samt fåravel.
Enligt 2011 års folkräkning är invånarantalet i Graaff-Reinet (main place) med förorterna "Kroonvale", "Spandauville", "Asherville" och "Adendorp" plus "uMazizakhe (main place)" 35 672 personer. 
Staden grundlades 1786 och har flera historiska byggnader. Exempelvis den holländsk-reformerta kyrkan (Groetekerk). 

## Omgivningar
Staden ligger vid floden Sundays, som här lämnar Sneeuberge och når stäppområdet Karoo. Ovanför staden ligger den konstgjorda sjön Nqweba. 
Staden omges av nationalparken Camdeboo med klippformationen Valley of desolation.

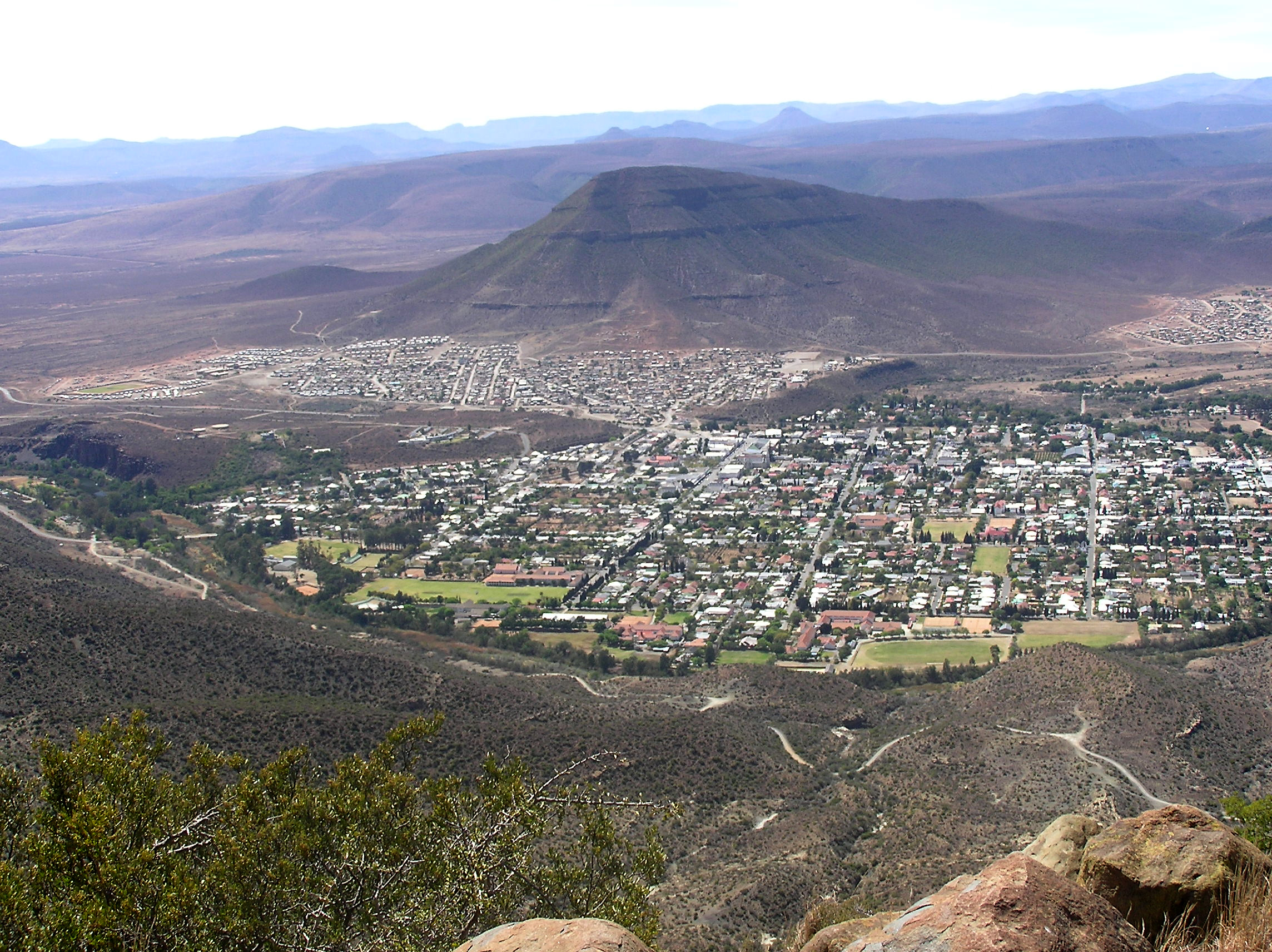
Staden sedd från Valley of Desolation